# Stretta del credito
Una stretta del credito (in inglese credit crunch, nota anche come stretta monetaria) è un'improvvisa riduzione della disponibilità generale di prestiti (o credito) o un improvviso stringimento delle condizioni richieste per ottenere un prestito dalle banche. Una stretta del credito comporta generalmente una riduzione della disponibilità di credito indipendente da un aumento dei tassi di interesse ufficiali. In tali situazioni, il rapporto tra disponibilità di credito e tassi di interesse cambia. Il credito diventa meno disponibile a un dato tasso di interesse ufficiale, oppure cessa di esistere una chiara relazione tra i tassi di interesse e la disponibilità del credito (vale a dire, si verifica un razionamento del credito). Molte volte, una stretta creditizia è accompagnata da una fuga verso la qualità (risk off) da parte di finanziatori e investitori, poiché cercano investimenti meno rischiosi (spesso a spese delle piccole e medie imprese).

## Cause

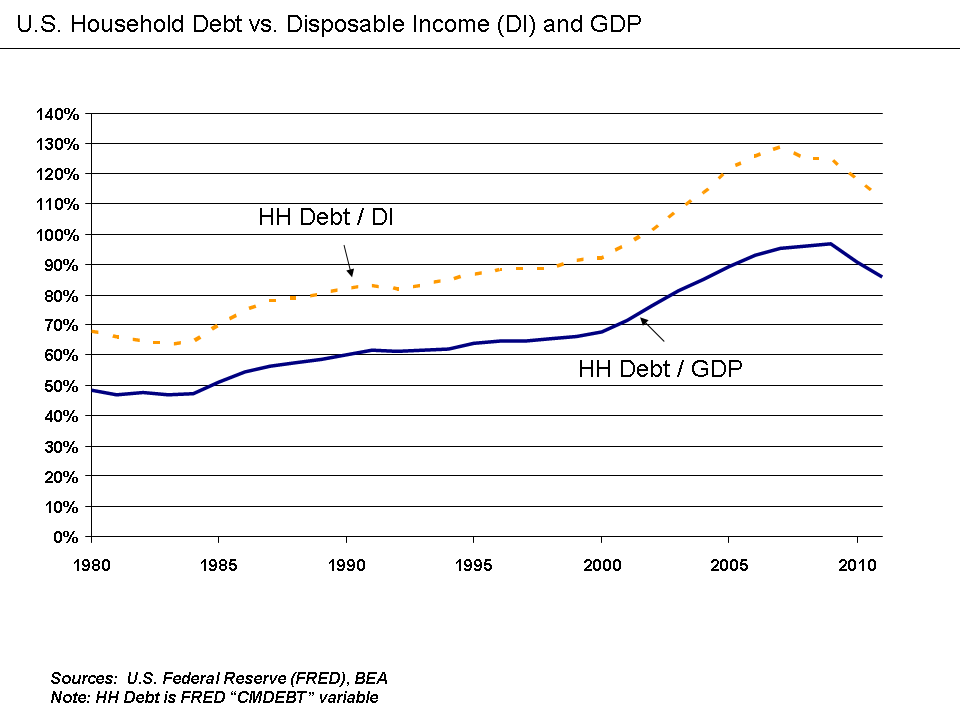
Debito delle famiglie statunitensi rispetto al reddito disponibile e al PIL.

Una stretta creditizia è spesso causata da un periodo prolungato di prestiti incuranti e inappropriati, che si traduce in perdite per gli istituti di credito e gli investitori in debito, quando i prestiti si deteriorano rendendo nota l'intera portata dei crediti inesigibili.
Ci sono una serie di ragioni per cui le banche potrebbero interrompere o rallentare improvvisamente l'attività dei prestiti. Ad esempio, informazioni inadeguate riguardo condizione finanziaria dei mutuatari possono portare a un boom dei prestiti, quando gli istituti finanziari sopravvalutano il merito creditizio, mentre la rivelazione improvvisa di informazioni che suggeriscono che i mutuatari sono o erano meno meritevoli di credito può portare a un'improvvisa contrazione del credito. Altre cause possono includere un calo anticipato del valore del collaterale utilizzato dalle banche per garantire i prestiti; un cambiamento esogeno delle condizioni monetarie (ad esempio, quando la banca centrale aumenta improvvisamente e inaspettatamente i requisiti di riserva o impone nuovi vincoli normativi sui prestiti); il governo centrale che impone controlli diretti sul credito al sistema bancario; o anche una maggiore percezione del rischio sulla solvibilità di altre banche all'interno del sistema bancario.

### Condizioni di credito facile
Le condizioni di credito facile (a volte denominate "denaro facile" o "credito sciolto") sono caratterizzate da bassi tassi di interesse per i mutuatari e pratiche di prestito rilassate da parte dei banchieri, che facilitano l'ottenimento di prestiti economici. Una stretta creditizia è l'opposto, in cui i tassi di interesse aumentano e le pratiche di prestito si restringono. Condizioni di credito facili implicano che i fondi siano prontamente disponibili per i mutuatari, il che si traduce in un aumento dei prezzi delle attività se i fondi prestati vengono utilizzati per acquistare attività in un mercato particolare, come immobili o azioni.

### Formazione di bolle

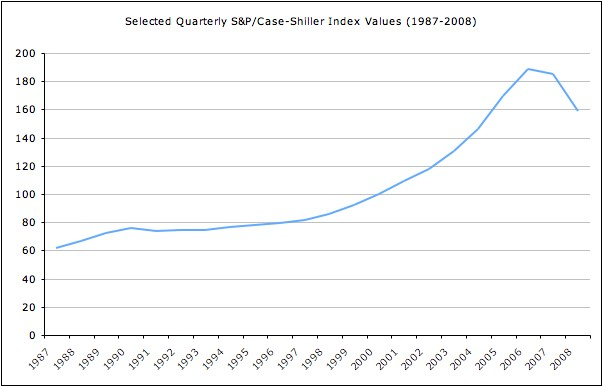
Andamento dei prezzi delle case negli Stati Uniti (1987–2008) misurato dall'indice Case-Shiller. Tra il 2000 e il 2006 i prezzi delle case sono quasi raddoppiati, passando da 100 a quasi 200 dell'indice.

In una bolla del credito, gli standard di prestito diventano meno severi. Il credito facile fa salire i prezzi all'interno di una classe di attività, di solito immobili o azioni. Questi valori patrimoniali aumentati diventano quindi la garanzia per ulteriori prestiti. Durante la fase al rialzo del ciclo del credito, i prezzi degli asset possono sperimentare periodi di offerta competitiva frenetica e con leva finanziaria, inducendo inflazione in un particolare mercato degli asset. Ciò può quindi causare lo sviluppo di una bolla speculativa dei prezzi. Poiché questa ripresa della creazione di nuovo debito aumenta anche l'offerta di moneta e stimola l'attività economica, tende anche ad aumentare temporaneamente la crescita economica e l'occupazione.
L'economista Hyman Minsky ha descritto i tipi di prestiti che contribuiscono a una bolla. Il mutuatario di copertura può effettuare pagamenti di debiti (a copertura di interessi e capitale) dai flussi di cassa correnti derivati dagli investimenti. Questo mutuatario non sta assumendo rischi significativi. Tuttavia, per il tipo successivo, il "mutuatario speculativo", il flusso di cassa degli investimenti può servire il debito, cioè coprire gli interessi dovuti, ma il mutuatario deve regolarmente rinnovare, o riprendere in prestito, il capitale. Il "mutuatario Ponzi" (dal nome di Charles Ponzi, vedi anche schema Ponzi) prende in prestito sulla base della convinzione che l'apprezzamento del valore del bene sarà sufficiente per rifinanziare il debito ma non potrebbe effettuare pagamenti sufficienti di interessi o capitale con flusso di cassa dagli investimenti; solo l'apprezzamento del valore patrimoniale può mantenere a galla il mutuatario Ponzi.
Spesso è solo in retrospettiva che i partecipanti a una bolla economica si rendono conto che il punto di collasso era ovvio. In questo senso, le bolle economiche possono avere caratteristiche dinamiche non dissimili dagli schemi Ponzi o dagli schemi piramidali.

### Psicologia
Diversi fattori psicologici contribuiscono alle bolle e ai relativi bust.
- La pastorizia sociale si riferisce al seguire il comportamento degli altri, presumendo che capiscano cosa stia succedendo.[6] Come osservò John Maynard Keynes nel 1931 durante la grande depressione: "Un buon banchiere, ahimè, non è uno che prevede il pericolo e lo evita, ma uno che, quando è rovinato, viene rovinato in modo convenzionale insieme ai suoi simili, così che nessuno può davvero biasimarlo".
- Le persone possono presumere che tendenze insolitamente favorevoli (ad esempio tassi di interesse eccezionalmente bassi e aumenti prolungati dei prezzi degli asset) continueranno indefinitamente.
- Gli incentivi possono anche incoraggiare comportamenti rischiosi, in particolare quando le conseguenze negative se una scommessa va male sono condivise collettivamente. La tendenza del governo a salvare le istituzioni finanziarie che si mettono nei guai (ad esempio, il caso Long-Term Capital Management e la crisi dei mutui subprime), fornisce esempi di tale rischio morale.
- Le persone possono presumere che "questa volta è diverso", come spiegato dallo psicologo Daniel Kahneman riguardo la vista interna, in contrapposizione alla vista esterna, la quale si basa su informazioni storiche o palesemente oggettive.

Questi e altri pregiudizi cognitivi che compromettono il giudizio possono contribuire a bolle e strette del credito.

### Valutazione dei titoli
La crisi è generalmente causata da una riduzione dei prezzi di mercato di asset precedentemente "sovragonfiati" e si riferisce alla crisi finanziaria che deriva dal crollo dei prezzi. Ciò può comportare una preclusione diffusa o un fallimento per coloro che sono arrivati in ritardo sul mercato, poiché i prezzi di attività precedentemente gonfiate generalmente scendono precipitosamente. Al contrario, una crisi di liquidità si innesca quando un'azienda altrimenti sana si trova temporaneamente incapace di accedere al finanziamento ponte di cui ha bisogno per espandere la propria attività, o regolare i pagamenti dei flussi di cassa. In questo caso, l'accesso a linee di credito aggiuntive e il "trading attraverso" la crisi, possono consentire all'azienda di affrontare il problema e garantirne la continua solvibilità e redditività. Spesso è difficile sapere, nel mezzo di una crisi, se le imprese in difficoltà stiano attraversando una crisi di solvibilità o una temporanea crisi di liquidità.
In caso di credit crunch, può essere preferibile un "mark to market" e se necessario, vendere o andare in liquidazione se il capitale dell'impresa interessata è insufficiente per sopravvivere alla fase post-boom del ciclo del credito. In caso di crisi di liquidità, invece, potrebbe essere preferibile tentare di accedere a linee di credito aggiuntive, in quanto potrebbero esistere opportunità di crescita una volta superata la crisi di liquidità.

## Effetti

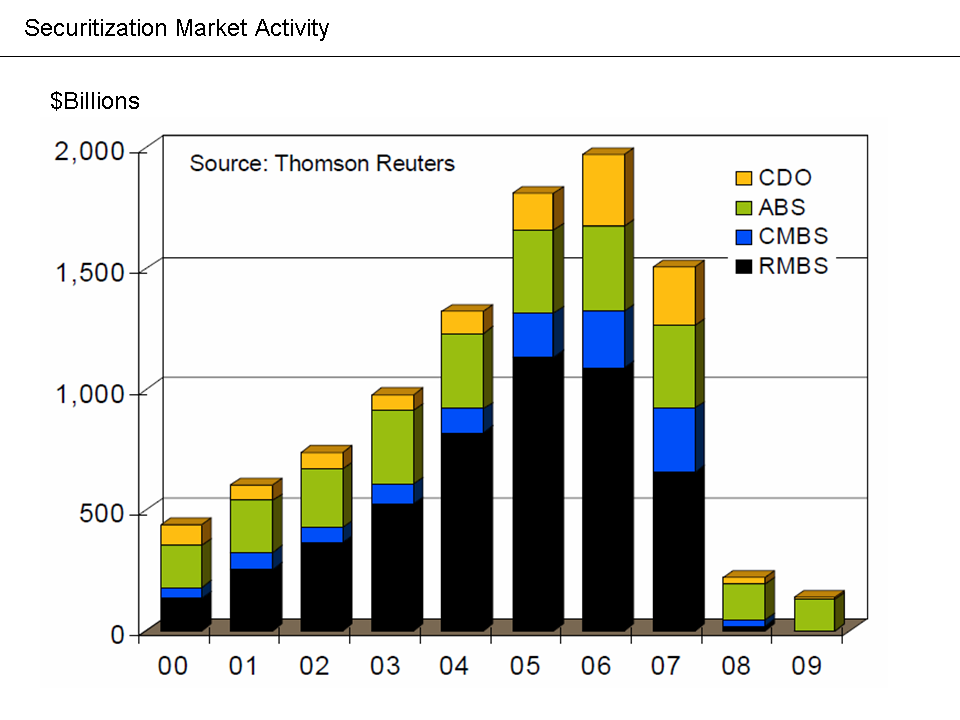
I mercati delle cartolarizzazioni sono stati danneggiati durante la crisi. Ciò mostra come il credito prontamente disponibile si sia esaurito durante la crisi del 2007-2008.

Le istituzioni finanziarie che affrontano perdite possono quindi ridurre la disponibilità di credito e aumentare il costo di accesso al credito aumentando i tassi di interesse. In alcuni casi i prestatori potrebbero non essere in grado di prestare ulteriormente, anche se lo desiderano, a causa di perdite precedenti. Se i partecipanti stessi sono fortemente indebitati (ossia, portano un elevato onere del debito), il danno causato quando la bolla scoppia è più grave, causando recessione o depressione. Le istituzioni finanziarie potrebbero fallire, la crescita economica potrebbe rallentare, la disoccupazione e i disordini sociali potrebbero aumentare. Ad esempio, il rapporto tra debito delle famiglie e reddito al netto delle imposte è passato dal 60% nel 1984 al 130% nel 2007, contribuendo (e peggiorando) la crisi dei mutui subprime del 2007-2008.

## Prospettiva storica
Negli ultimi decenni le crisi di credito non sono state eventi rari o da cigno nero. Sebbene pochi economisti abbiano previsto con successo gli eventi di stretta del credito prima che si verificassero, il professor Richard Rumelt ha scritto quanto segue in relazione alla loro sorprendente frequenza e regolarità nelle economie avanzate di tutto il mondo: "In effetti, negli ultimi cinquant'anni ci sono stati 28 gravi cicli di boom-bust dei prezzi delle abitazioni e 28 crisi del credito in 21 economie avanzate dell'Organizzazione per la cooperazione e lo sviluppo economico (OCSE)."